# 棕榈齿海豹属
棕榈齿海豹属（学名：Palmidophoca）是海豹科下的一个属。

## 下属物种
本属包括以下物种：
- 锦绣棕榈齿海豹 Palmidophoca callirhoe Ginsburg & Janvier, 1975